# Tursko (województwo wielkopolskie)
Tursko – wieś w Polsce położona w województwie wielkopolskim, w powiecie pleszewskim, w gminie Gołuchów, na wzniesieniu pomiędzy rzekami Giszka i Ciemna.

## Historia
Pierwsza wzmianka o wsi miała miejsce w 1258. W latach 1975–1998 miejscowość położona była w województwie kaliskim.

## Obiekty
We wsi znajdują się następujące obiekty:
- późnobarokowy kościół św. Andrzeja Apostoła z lat 1777-1786 ufundowany przez kasztelanową kaliską Annę ze Swinarskich Chlebowską, z wyposażeniem wnętrza z przełomu XVIII i XIX wieku,
- tzw. Ogrójec z figurą Matki Boskiej Turskiej i bogatym programem rzeźbiarskim,
- park krajobrazowy z drzewostanem rodzimym (powierzchnia: 5,83 hektara) - rośnie tu m.in. dąb szypułkowy o obwodzie 500 cm (w 1977),
- kapliczka przydrożna św. Jana Nepomucena z XVIII wieku,
- nikłe pozostałości grodziska stożkowatego u ujścia Giszki do Prosny, gdzie podczas prac wykopaliskowych odnaleziono fragmenty naczyń[4].

## Turystyka
Przez wieś przechodzą szlaki piesze:
- czerwony z Gołuchowa do Lądku,
- żółty z Jarocina do Goli,

a także  zielony szlak rowerowy Transwielkopolska Trasa Rowerowa.